# Элемент AA

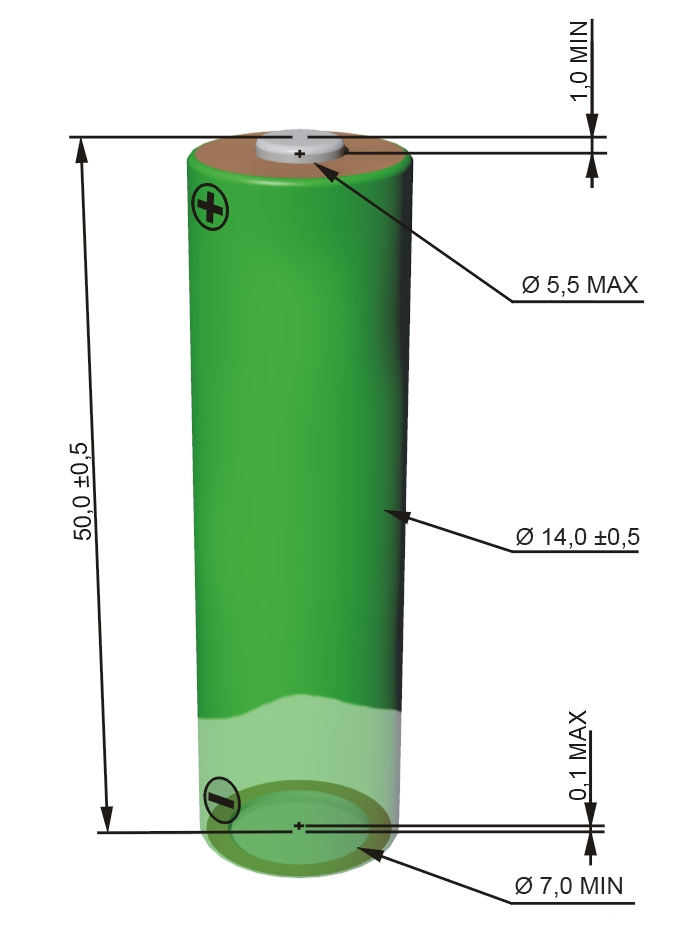
Основные размеры форм-фактора АА

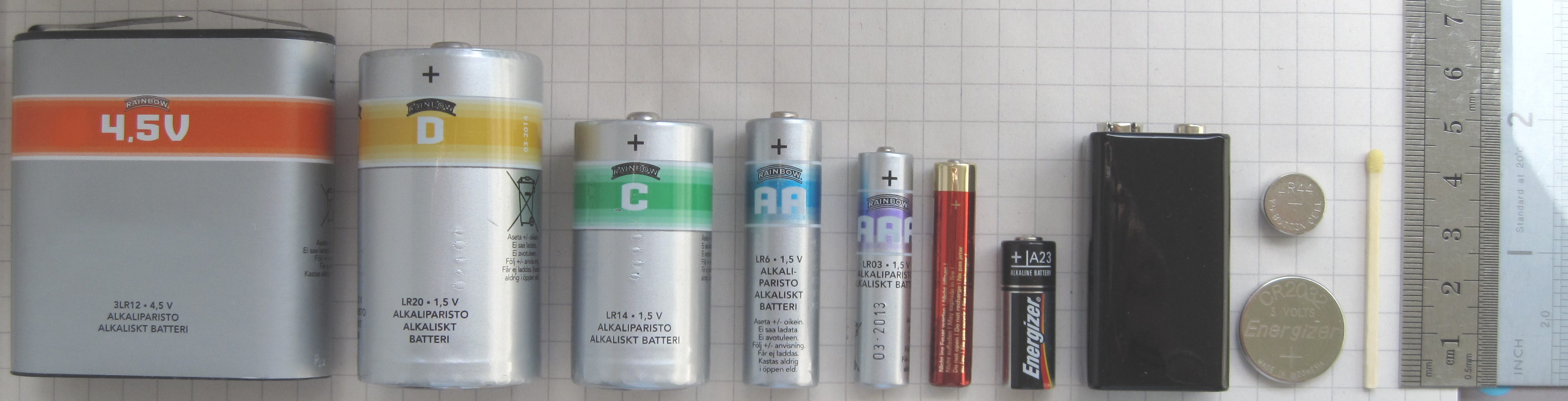
Элемент питания AA в сравнении с другими типами (4-я слева)

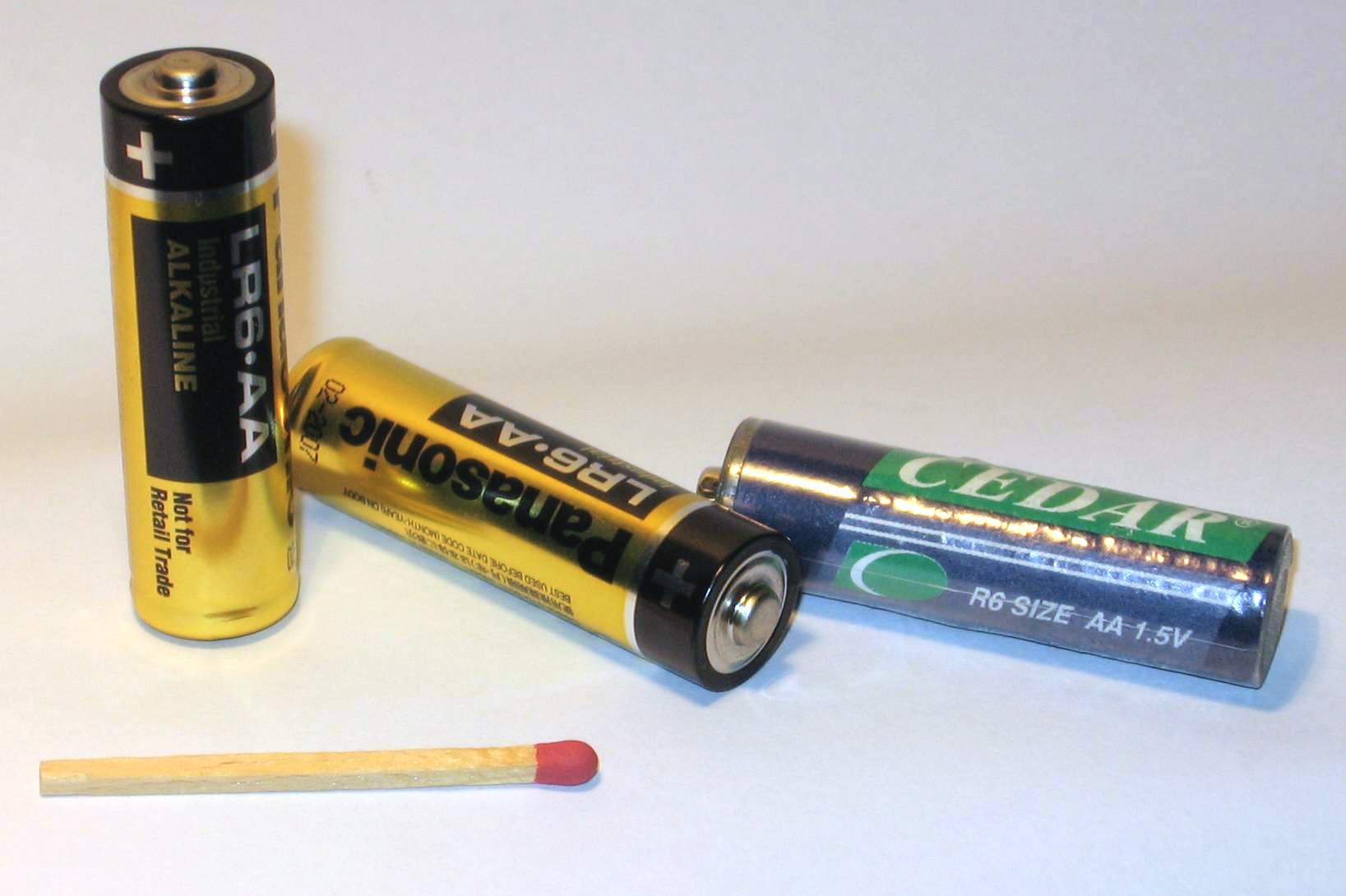
Элементы AA (R6 и LR6)

AA (также: R6, LR6, 316, А316, Mignon, Stilo, в просторечии — «пальчиковая батарейка») — типоразмер химических источников тока. Производятся с 1907 года и являются наиболее распространённым типом гальванических элементов питания и аккумуляторов.
Номинальное напряжение — 1,5 вольта у гальванических элементов, 1,2 вольта — у Ni-Cd и Ni-MH аккумуляторов, 1,6 вольта — у Ni-Zn аккумуляторов.
В СССР элементы питания АА имели обозначение 316 (с солевым электролитом, торговая марка «Уран М») и А316 (с щелочным электролитом, торговая марка «Квант»).
Существуют литий-ионные и литий-железо-фосфатные (LiFePO4) аккумуляторы похожего типоразмера (14500), с номинальным напряжением 3,7 и 3,2 вольта, соответственно, которые могут повредить большинство приборов, рассчитанных на напряжение 1,2—1,5 вольта.

## Возможные значения ёмкости
|                                                                 | Солевые  | Щелочные (Alkaline) | Li-FeS2 литиевые (Lithium) | NiZn никель-цинковые | NiCd никель-кадмиевые | NiMH никель-металлогидридные |
| --------------------------------------------------------------- | -------- | ------------------- | -------------------------- | -------------------- | --------------------- | ---------------------------- |
| Название по стандарту Международной электротехнической комиссии | R6       | LR6                 | FR6                        | ZR6                  | KR6                   | HR6                          |
| Ёмкость, мА·ч                                                   | 550—1500 | 1000—2980           | 2000—3000                  | 1500—1800            | 600—1500              | 1400—2800                    |
| Номинальное электрическое напряжение, В                         | 1,50     | 1,50                | 1,50                       | 1,65                 | 1,25                  | 1,25                         |
| Перезаряжаемость                                                | Нет      | Некоторые           | Нет                        | Да                   | Да                    | Да                           |

Указанные значения ёмкости солевых и щелочных элементов справедливы при разряде малыми токами, не превышающими десятки мА. При разряде токами в сотни мА ёмкость этих элементов снижается в несколько раз.

## Устройство

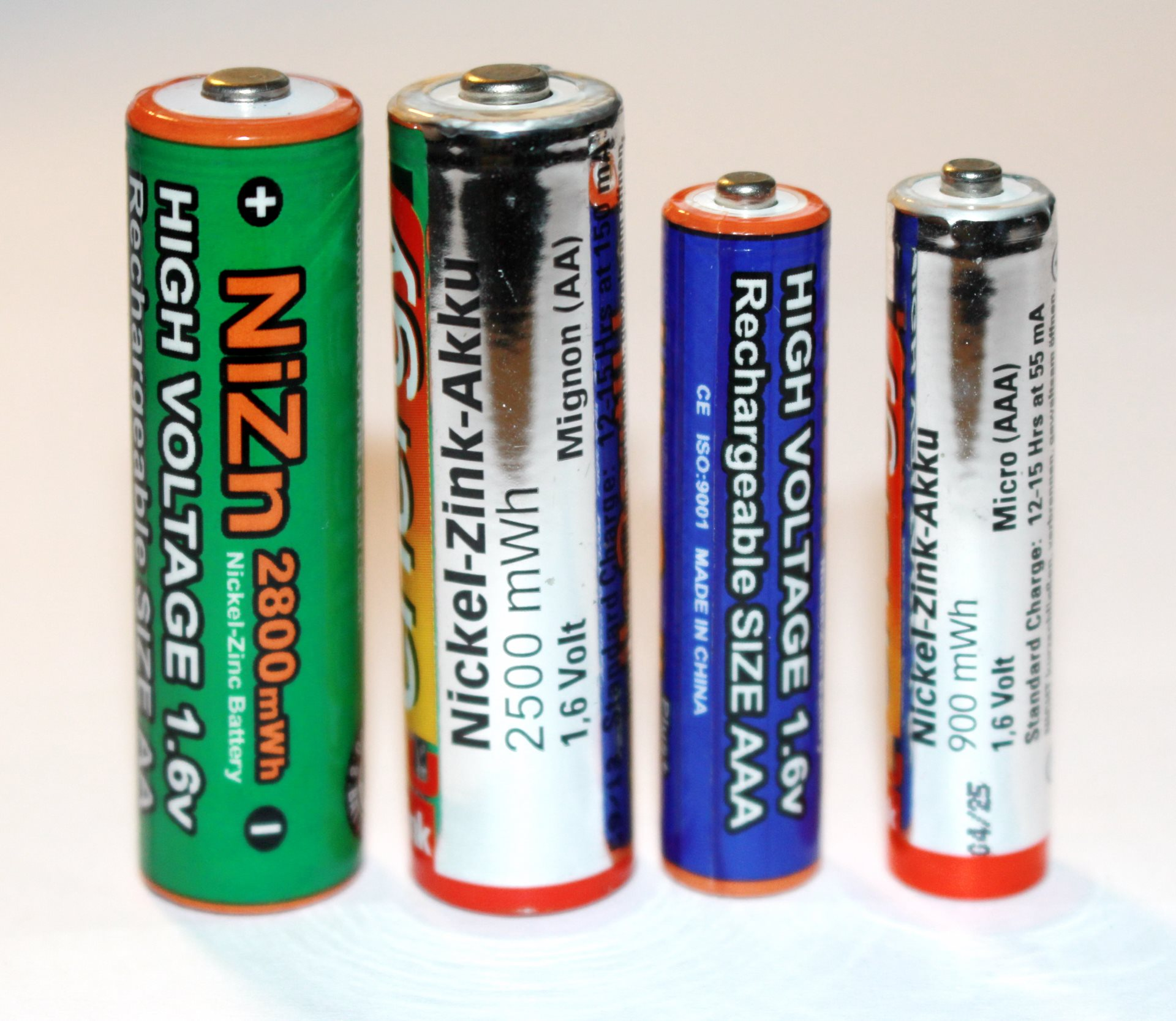
Никель-цинковые аккумуляторы формфакторов АА и ААА, 1,6 В

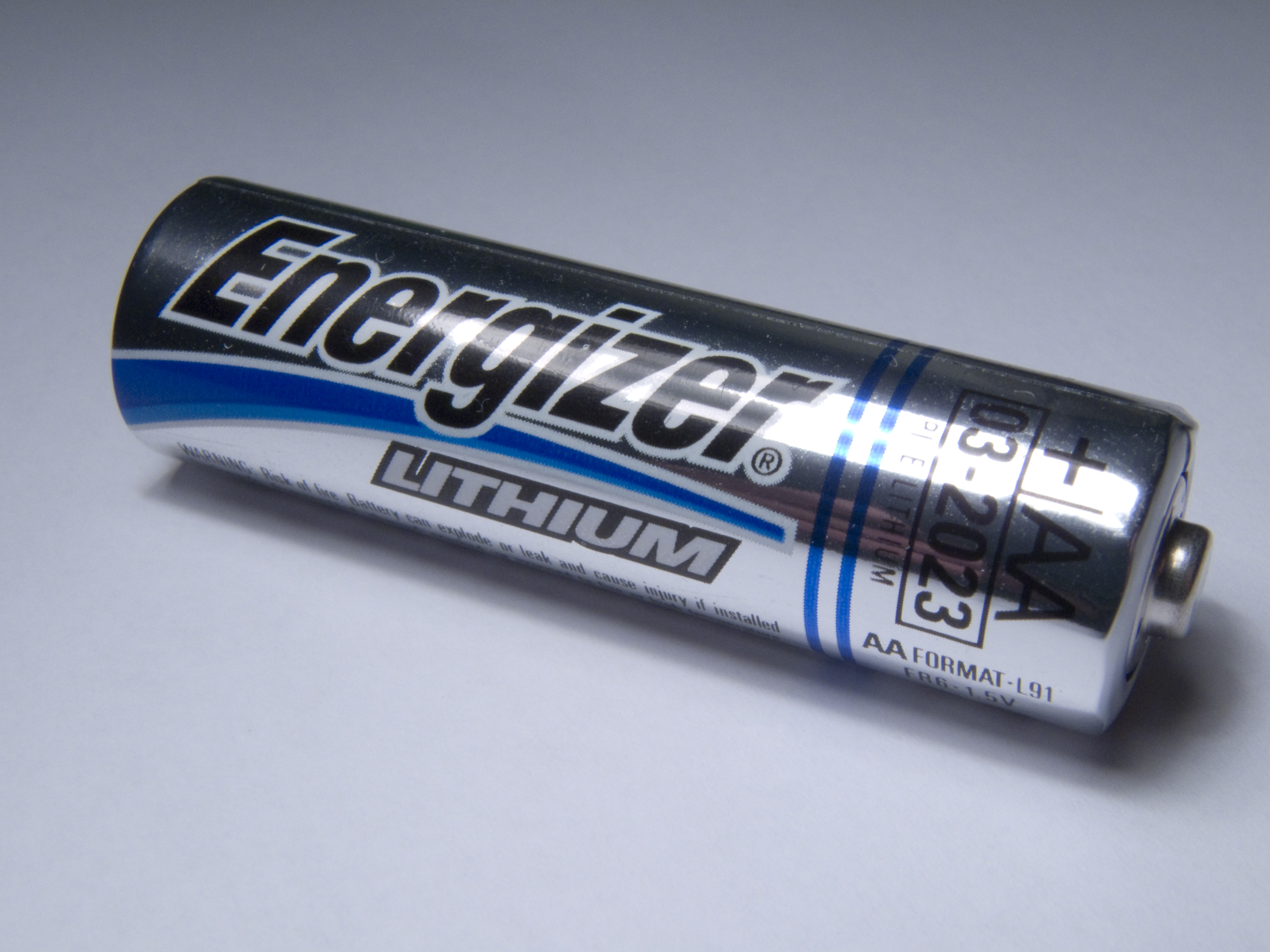
Литиевый гальванический элемент формфактора АА, 1,5 В (не следует путать с литиевыми аккумуляторами)

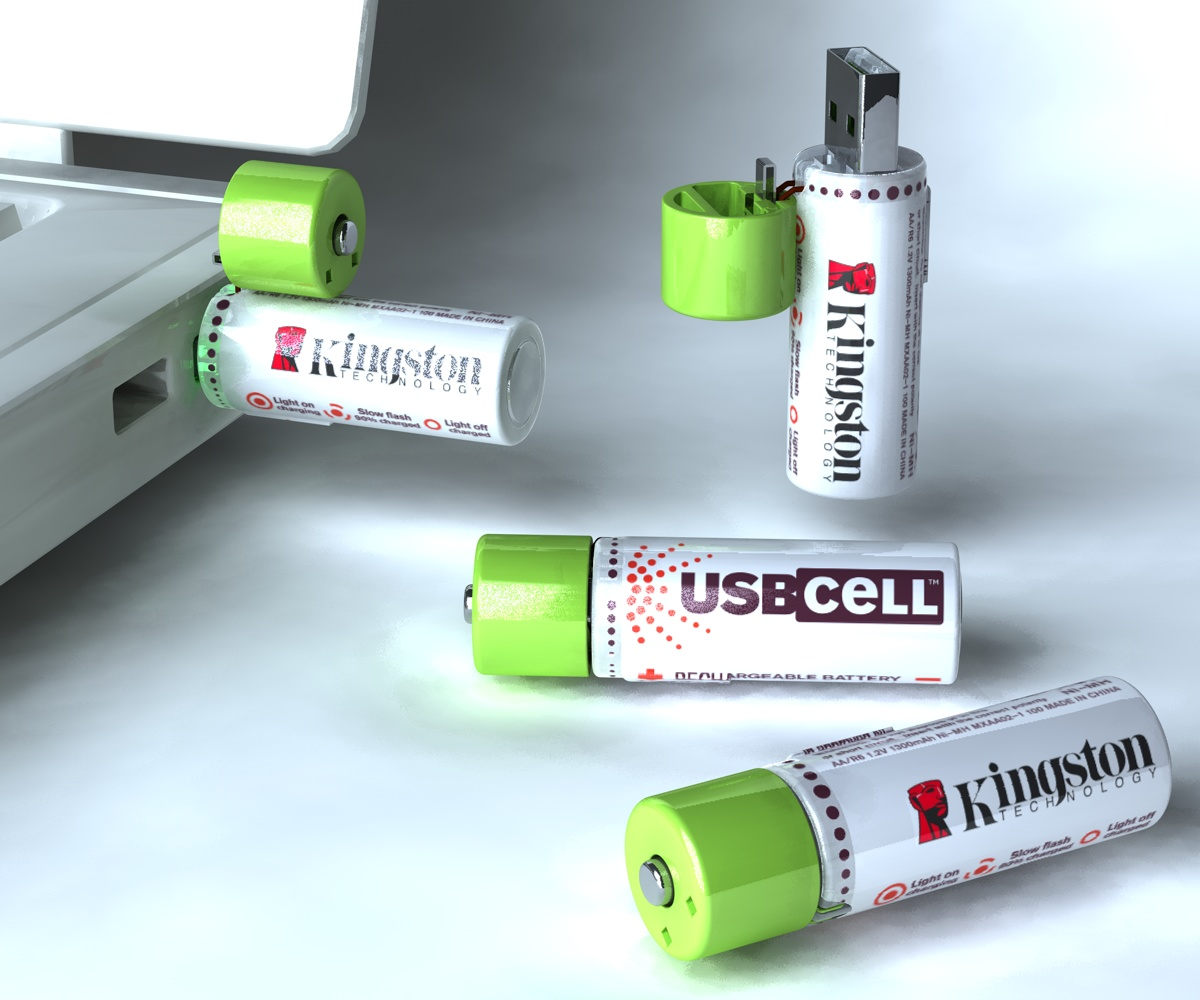
Ni-MH аккумуляторы с USB-разъёмом

Элемент AA представляет собой цилиндр диаметром 13,5—14,5 мм. Длина элемента вместе с контактным выступом положительного полюса составляет 50,5 мм. Цилиндрическая часть покрыта изолированной оболочкой. Выводы располагаются на противоположных торцах цилиндра. Положительный вывод представляет собой выступ диаметром 5,5 мм и высотой не менее 1 мм. Отрицательный вывод представляет собой плоскую или рельефную контактную площадку диаметром не менее 7 мм.
Вес может различаться в широких пределах. Так, например:
- Солевые:
  - Samsung Pleomax AA/R6 — 14 г.
  - GP Greencell AA/R6 — 18 г.
- Щелочные:
  - Panasonic Essential Power AA/LR6 — 22 г.
  - Duracell Turbo AA/LR6 — 24 г.
- Ni-MH:
  - Sanyo eneloop BK-3HCC — 30 г.
  - GP AA 2700 mAh — 30 г.

В ранних экземплярах батарей цинковый (для сухих элементов) или стальной никелированный (для щелочных) стакан непосредственно служил одним из электродов. Однако такая конструкция элементов часто служила причиной коротких замыканий. Также такие элементы были сильно подвержены коррозии. Современные гальванические элементы имеют изолированный металлический или пластмассовый корпус, защищающий элемент от коротких замыканий и от коррозии.
Также в типоразмере АА выпускаются никель-металлогидридные аккумуляторы, оснащённые электронными преобразователями напряжения и встроенными USB- или microUSB-разъёмами, использующие для зарядки любой USB-выход с напряжением 5 В, и литий-полимерные и литий-ионные аккумуляторы, конструктивно устроенные для возможности зарядки литиевого аккумулятора до напряжения 3,7 В и последующей выдачи напряжения 1,5 В на контактах через встроенный электронный преобразователь.